# Murdannia semiteres
Murdannia semiteres är en himmelsblomsväxtart som först beskrevs av Nicol Alexander Dalzell, och fick sitt nu gällande namn av Hermenegild Santapau. Murdannia semiteres ingår i släktet Murdannia och familjen himmelsblomsväxter. IUCN kategoriserar arten globalt som livskraftig. Inga underarter finns listade.

## Bildgalleri

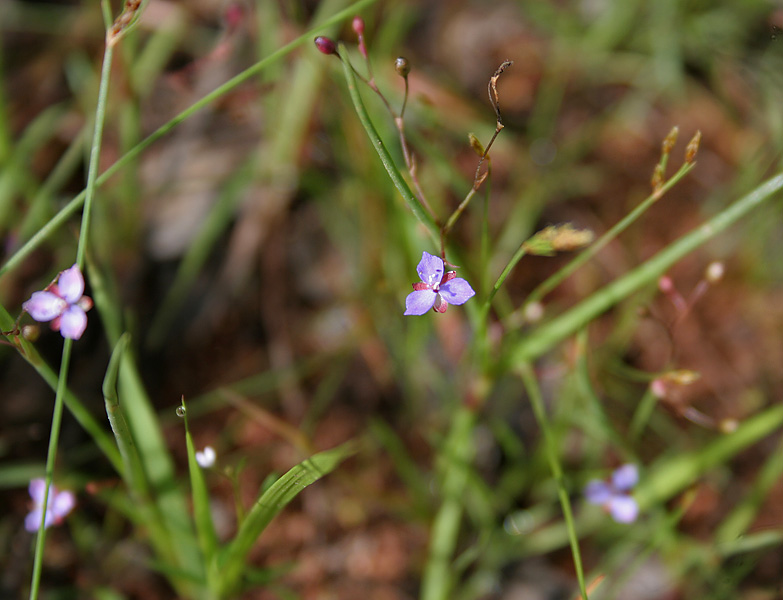
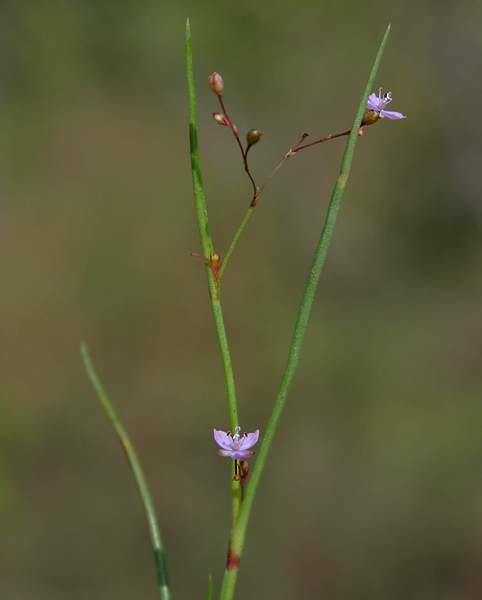
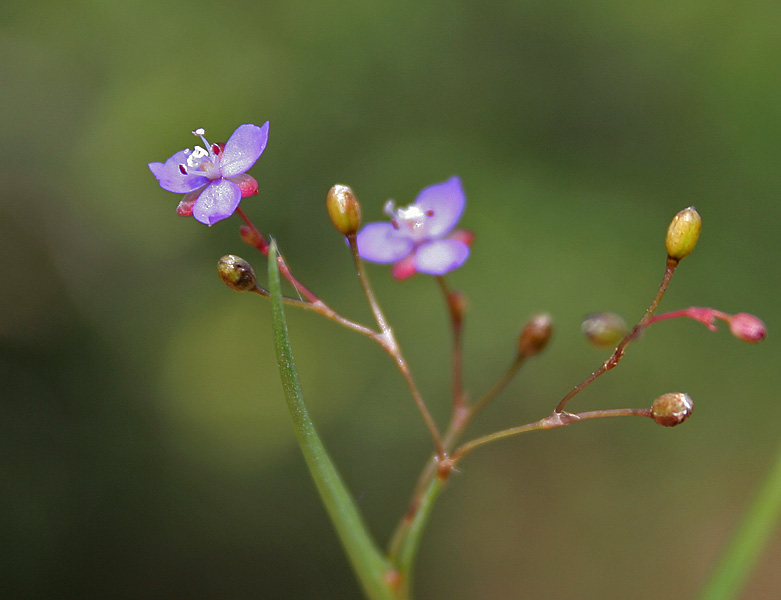
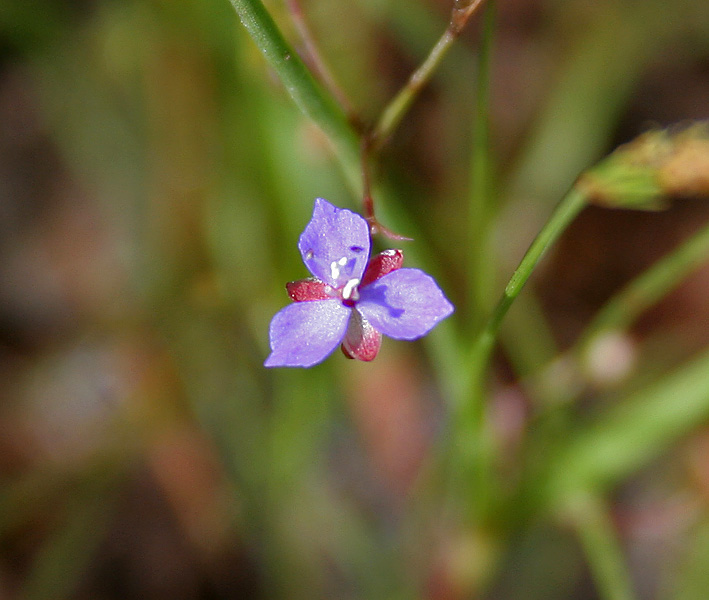
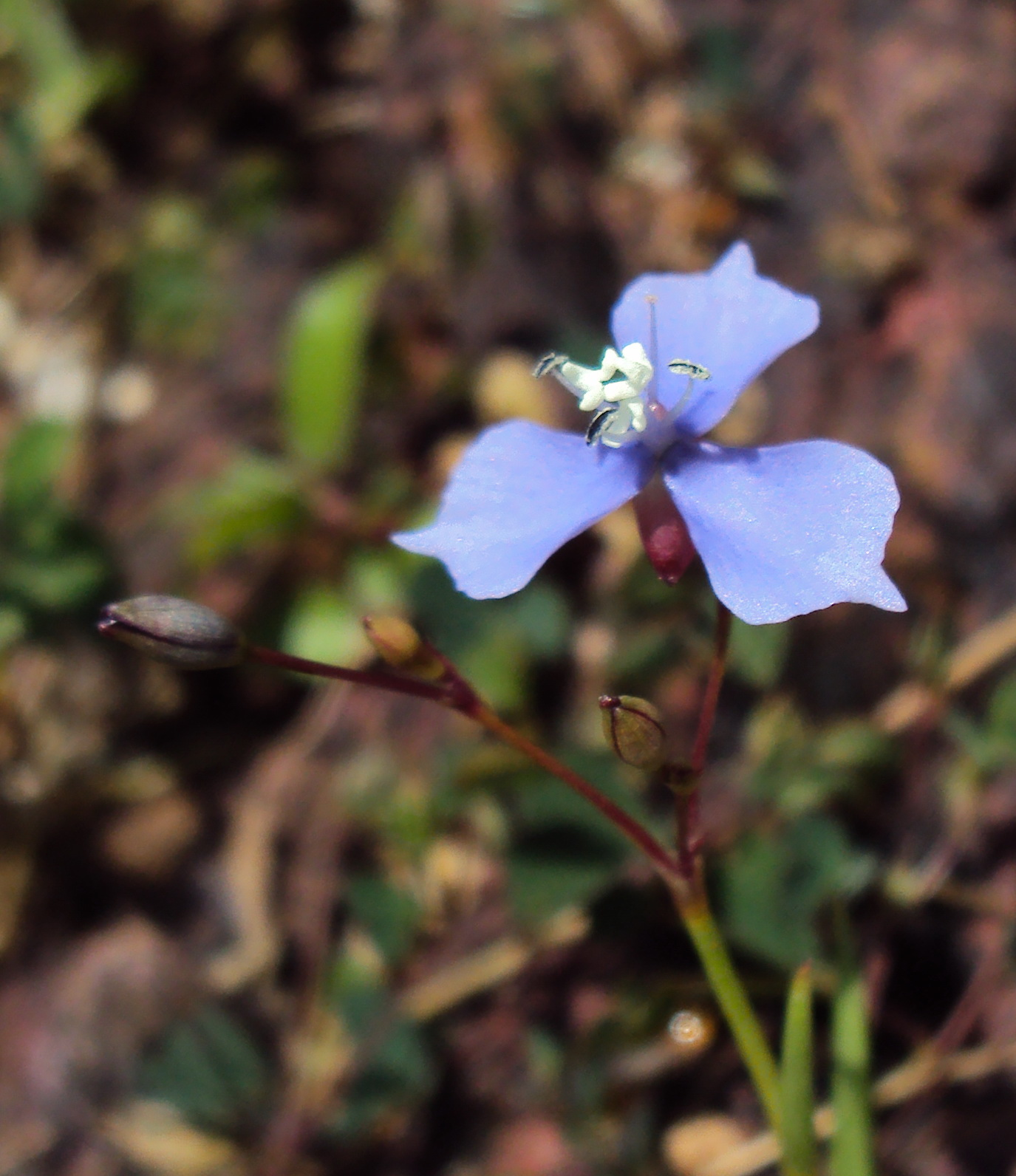
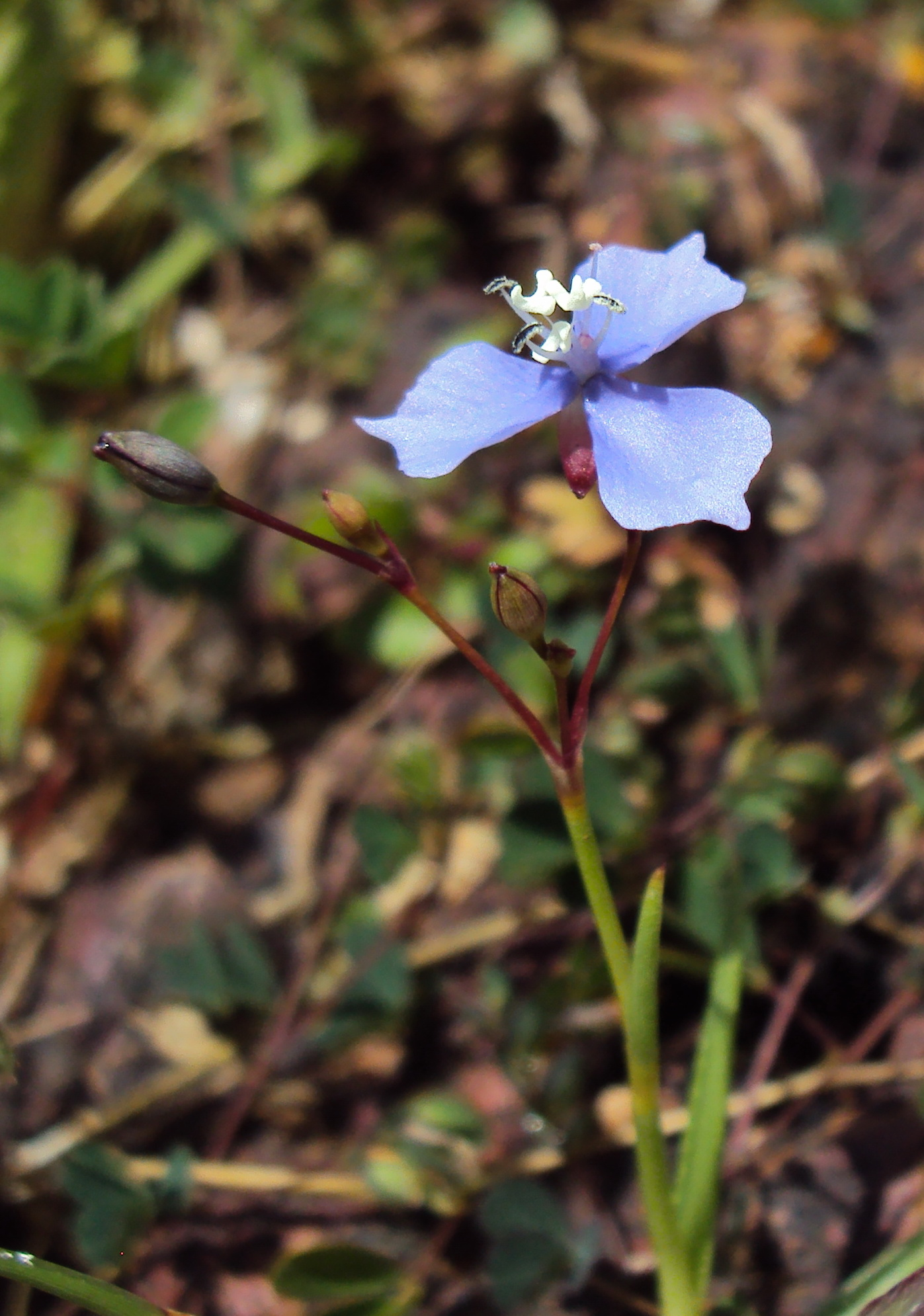